# Helms kløft
 Denne artikel bør gennemlæses af en person med fagkendskab for at sikre den faglige korrekthed.

Helms kløft (på engelsk Helm's Deep) er en fiktiv borg fra J.R.R. Tolkiens trilogi Ringenes Herre. Den er Rohans største borg, hvor rohanerne flygter hen, når der er fare på færde.
Fæstningen i Helms kløft hedder Hornborg og blev bygget af Gondorianerne da Rohan var en del af Gondor. Kløften fik sit navn efter den niende konge af Rohan Helm Hammerhånd. Rohan var blevet invaderet af Dysterlændinge og var blevet slået i et slag ved floden Isen. Helm førte sin hær til Helms kløft hvor de holdt stand under den Lange Vinter. Den Lange Vinter varede i fem måneder og ramte både Rohirrim og Dysterlændingene hårdt. Under et natligt udfald fra Hornborg frøs Helm ihjel i den kløft som efterfølgende blev opkaldt efter ham.
I Peter Jacksons filmatisering af J.R.R Tolkien's bog Ringenes Herre og de to tårne fører Théoden indbyggerne fra Edoras til Helms Deep. Der er kun 300 mand til at forsvare Helms kløft imod 10.000 uruk-haier udsendt af troldmanden Saruman fra Isengard. Elverne sender 3.000 krigere til Helms kløft for at hjælpe dem. Det ser ud som om urukhaierne ikke kan komme ind over borgen, indtil de sprænger en bombe ved muren.
Da urukhaierne er kommet ind i borgen, mangler de kun at erobre hallen, hvor Théoden, Aragorn, Legolas, Gimli og fem andre rohankrigere holder stand og blokerer døren. Da den bliver brudt op, rider de lige ud i dem. Da de er kommet helt ned i marken, kommer Gandalf den Hvide med Eomer og 2.000 rohankrigere, der var blevet landsforvist fra Rohan for at redde Théoden.
Efter kort tid flygter urukhaierne tilbage til Isengard. Men da de løber ind i skoven, bliver de alle dræbt af vandrende træer (enter).